# Hrvatski parlamentarni izbori 2011.
Izbori za zastupnike u Hrvatski sabor raspisani su odlukom Predsjednika RH, te održani 4. prosinca 2011. godine, odnosno 3. i 4. prosinca 2011. u diplomatsko-konzularnim predstavništvima Republike Hrvatske za birače izvan Hrvatske.
Građani Republike Hrvatske birali su 151 zastupnika:
- 140 zastupnika u 10 izbornih jedinica na području Republike Hrvatske[3]
- 3 zastupnika birača izborne jedinice izvan Republike Hrvatske (tzv. zastupnici dijaspore)[4]
- 8 zastupnika nacionalnih manjina u posebnoj izbornoj jedinici koju čini područje Republike Hrvatske[5]

## Kampanja
HDZ-ova vlada Jadranke Kosor vodila je predizbornu kampanju u zemlji već umornoj od ekonomske krize, u kojoj je morala pribjegavati raznim nepopularnim mjerama. Uz to je pretežni dio članova vlade obnašao iste dužnosti i u prethodnoj vladi Ive Sanadera, koja je bila prokazana zbog visoke korumpiranosti.
Kukuriku koalicija je javnosti s uspjehom prikazala da njen "Plan 21" sadržava prave odgovore na aktualne probleme Hrvatske, te da političari iz njenog sastava raspolažu znanjima i vizijom potrebnom da riješe socijalnu, političku i gospodarsku krizu u zemlji.

## Rezultati izbora
| Vlada: ██ SDP (60) ██ HNS (14) ██ HSU (4) ██ IDS (2) | Oporba: ██ HDZ (43) ██ HDSSB (7) ██ Laburisti (6) ██ SDSS (3) ██ HGS (2) ██ HSS (1) ██ BDSH (1) ██ HSP-AS (1) ██ nezavisni zastupnici (7) |

██ Kukuriku koalicija
██ HDZ
Ovim izborima s vlasti je uklonjen HDZ, a zamijenila ga je Kukuriku koalicija predvođena SDP-om.
Od službeno evidentiranih 4 254 121 birača na području Republike Hrvatske i inozemstvu, na izbore je izašlo njih 2 394 638, odnosno 56,29 %. Za "Kukuriku koaliciju" glasovalo je 958 318, tj. 40,72 % od ukupnog broja glasača – što je toj koaliciji donijelo 80 zastupnika u Hrvatskom saboru, tj. 55,94 % svih zastupničkih mandata. 
HDZ je sa svojim koalicijskim partnerima (Kerumov HGS, te DC) osvojio 563 215 (23,93 %) glasova i 47 (31,1 %) saborskih mandata.
Stanovito iznenađenje na izborima predstavljali su novoosnovani Hrvatski laburisti – Stranka rada koji su dobili 5,17 % svih glasova (ukupno je za tu listu glasovalo 121 785 glasača), te osvojili 6 zastupničkih mjesta (4,2 %) svih mandata.
Za liste koje po izbornim jedinicama nisu uspjele preći prag za ulaz u Sabor, glasovalo je ukupno 600 511 glasača, tj. 25,74 % svih glasača koji su izašli na izbore.
Ukupni rezultati izbora (po broju mandata u Hrvatskom Saboru):
| Stranka                                                | Glasovi   | Glasovi | Mandati | Mandati |
| Stranka                                                | Ukupno    | %       | Ukupno  | +/−     |
| ------------------------------------------------------ | --------- | ------- | ------- | ------- |
| Kukuriku koalicija                                     | 958 318   | 40,72   | 80      | 13      |
| HDZ-HGS-DC                                             | 563 215   | 23,93   | 47      | ▼ 19    |
| Hrvatski laburisti – Stranka rada                      | 121 785   | 5,17    | 6       | nova    |
| HDSSB                                                  | 68 995    | 2,93    | 6       | 3       |
| Neovisna lista Ivan Grubišić                           | 66 266    | 2,82    | 2       | nova    |
| HSS                                                    | 71 450    | 3,04    | 1       | ▼ 7     |
| HSP dr. Ante Starčević-HČSP                            | 66 150    | 2,81    | 1       | nova    |
| HSLS                                                   | 72 988    | 3,10    | 0       |         |
| HSP                                                    | 72 360    | 3,07    | 0       | ▼ 1     |
| BUZ-HRS-PGS                                            | 66 957    | 2,85    | 0       |         |
| Nacionalne manjine                                     | —         | —       | 8       | ±0      |
| Ostali                                                 | 224 981   | 9,26    | —       | ▼3      |
| Ukupno                                                 | 2 353 465 | 100,00  | 151     |         |
| Važeći glasovi                                         | 2 353 465 | 98,28   |         |         |
| Nevažeći glasovi                                       | 41 173    | 1,72    |         |         |
| Izlaznost                                              | 2 394 638 | 56,29   |         |         |
| Broj birača                                            | 4 254 121 | 100,00  |         |         |
| Izvor: Državno izborno povjerenstvo Republike Hrvatske |           |         |         |         |

| Postotak glasova   | Postotak glasova   | Postotak glasova | Postotak glasova | Postotak glasova |
| ------------------ | ------------------ | ---------------- | ---------------- | ---------------- |
|                    |                    |                  |                  |                  |
| Kukuriku koalicija | Kukuriku koalicija |                  | 40,72 %          | 40,72 %          |
| HDZ–HGS–DC         | HDZ–HGS–DC         |                  | 23,93 %          | 23,93 %          |
| Hrvatski laburisti | Hrvatski laburisti |                  | 5,17 %           | 5,17 %           |
| HSLS               | HSLS               |                  | 3,10 %           | 3,10 %           |
| HSP                | HSP                |                  | 3,07 %           | 3,07 %           |
| HSS                | HSS                |                  | 3,04 %           | 3,04 %           |
| HDSSB              | HDSSB              |                  | 2,93 %           | 2,93 %           |
| BUZ–HRS-PGS        | BUZ–HRS-PGS        |                  | 2,85 %           | 2,85 %           |
| NL Ivana Grubišića | NL Ivana Grubišića |                  | 2,82 %           | 2,82 %           |
| HSP AS-HČSP        | HSP AS-HČSP        |                  | 2,81 %           | 2,81 %           |
| Ostali             | Ostali             |                  | 9,26 %           | 9,26 %           |
|                    |                    |                  |                  |                  |

| Postotak mandata   | Postotak mandata   | Postotak mandata | Postotak mandata | Postotak mandata |
| ------------------ | ------------------ | ---------------- | ---------------- | ---------------- |
|                    |                    |                  |                  |                  |
| Kukuriku koalicija | Kukuriku koalicija |                  | 52,98 %          | 52,98 %          |
| HDZ–HGS–DC         | HDZ–HGS–DC         |                  | 31,13 %          | 31,13 %          |
| Hrvatski laburisti | Hrvatski laburisti |                  | 3,97 %           | 3,97 %           |
| HDSSB              | HDSSB              |                  | 3,97 %           | 3,97 %           |
| NL Ivana Grubišića | NL Ivana Grubišića |                  | 1,32 %           | 1,32 %           |
| HSS                | HSS                |                  | 0,66 %           | 0,66 %           |
| HSP AS-HČSP        | HSP AS-HČSP        |                  | 0,66 %           | 0,66 %           |
| Manjine            | Manjine            |                  | 5,30 %           | 5,30 %           |
|                    |                    |                  |                  |                  |

Kukuriku koalicija je pobijedila u svim izbornim jedinicama, osim u V. (Brodsko-posavska i Vukovarsko-srijemska županija) i IX. (Lika i sjeverna Dalmacija), u kojima je pobjedio HDZ.

### Po političkim strankama
| Koalicija    | Koalicija                    | Stranka                      | Mandati stranke | Mandati koalicije |
| ------------ | ---------------------------- | ---------------------------- | --------------- | ----------------- |
|              | Kukuriku koalicija           | SDP                          | 59              | 80                |
| HNS          | Kukuriku koalicija           | 13                           |                 | 80                |
| IDS          | Kukuriku koalicija           | 3                            |                 | 80                |
| HSU          | Kukuriku koalicija           | 4                            |                 | 80                |
| Josip Kregar | Kukuriku koalicija           | 1                            |                 | 80                |
|              | HDZ, HGS, DC                 | HDZ                          | 44              | 47                |
| HGS          | HDZ, HGS, DC                 | 2                            |                 | 47                |
| DC           | HDZ, HGS, DC                 | 1                            |                 | 47                |
|              | Hrvatski laburisti           | Hrvatski laburisti           | 6               | 6                 |
|              | HDSSB                        | HDSSB                        | 6               | 6                 |
|              | Neovisna lista Ivan Grubišić | Neovisna lista Ivan Grubišić | 2               | 2                 |
|              | HSS                          | HSS                          | 1               | 1                 |
|              | HSP AS, HČSP                 | HSP AS                       | 1               | 1                 |
|              | Nacionalne manjine           | SDSS                         | 3               | 8                 |
| BDSH         | Nacionalne manjine           | 1                            |                 | 8                 |
| HNS          | Nacionalne manjine           | 1                            |                 | 8                 |
| nezavisni    | Nacionalne manjine           | 3                            |                 | 8                 |
| Ukupno       | Ukupno                       | Ukupno                       | 151             | 151               |

## Vanjske poveznice
- Državno izborno povjerenstvo Republike Hrvatske  Arhivirana inačica izvorne stranice od 5. prosinca 2011. (Wayback Machine)
- DIP, rezultati Konačni službeni rezultati izbora zastupnika u Hrvatski sabor 2011.